# Заречное (Багратионовский район)
Заречное — посёлок в Багратионовском районе Калининградской области. Входит в состав Нивенского сельского поселения.

## Население
| 2002 | 2010 |
| ---- | ---- |
| 141  | ↘124 |

## История
В 1910 году в Рамзене проживало 70 человек, в 1933 году — 164 человек, в 1939 году — 149 человек. Население Допзаттеля в 1910 году составляло 47 жителей, в 1933 году — 117 жителей, в 1939 году — 173 жителя. В Липниккене в 1910 году проживало 140 человек, в 1933 году — 184 человека, в 1939 году — 195 человек.
В 1950 году Рамзен, Допзаттель и Липниккен были объединены в поселок Заречное.